# (5363) Kupka
(5363) Kupka (1979 UQ) – planetoida z pasa głównego asteroid okrążająca Słońce w ciągu 3,36 lat w średniej odległości 2,24 au Odkryta 19 października 1979 roku.